# Судимість
Суди́мість — це особливий правовий стан особи, створений реалізацією кримінальної відповідальності, який виникає у зв'язку з ухвалою обвинувального вироку суду за вчинений нею злочин і призначенням покарання та тягне певні, несприятливі для засудженого, правові наслідки, що виходять за межі покарання. 

## Тлумачення
Судимість відіграє роль сприятливого правового засобу досягнення й закріплення цілей кримінальної відповідальності. З нею законодавець пов'язує можливість обмеження суб'єктивних прав особи, тобто загально-правові наслідки, або настання певних кримінально-правових обтяжень, тобто наслідки кримінально-правового характеру. Факт наявності судимості сам по собі ще не створює підстав для обмеження суб'єктивних прав особи. Судимість тягне загально-правові та кримінально-правові наслідки для особи тільки за волею законодавця, який їх передбачає в законі.

## Загально-правові наслідки судимості
Загально-правові наслідки судимості полягають у різного роду обмеженнях, що встановлено законом для осіб, які мають непогашену або незняту судимість. Вони різноманітні за обсягом і порядком настання часткових обмежень прав і свобод судимої особи, які передбачені нормами різних галузей права і застосовуються протягом усього або часткового строку стану судимості, але не входять до змісту конкретного призначеного виду покарання. Виходить, що судимість може впливати на правовий статус особи залежно від власного розсуду законодавця у сфері будь-якої галузі права. У ч.2 ст.63 Конституції України закріплено, що «засуджений користується всіма правами людини і громадянина, за винятком обмежень, які визначені законом і встановлені вироком суду». А цих обмежень за законодавством України існує вже достатньо. Діє значна кількість законів і навіть підзаконних актів, якими передбачені різні обмеження прав і свобод осіб, які мають судимість.
Зокрема, існують такі загально-правові наслідки судимості:
1. ч. 3 ст. 76 Конституції України передбачає, що не може бути обраним до Верховної Ради України громадянин, який має судимість за вчинення умисного злочину, якщо ця судимість не погашена і не знята у встановленому законом порядку;
2. судимість є перешкодою для обіймання певних посад. Особа, яка має судимість, не може бути суддею, присяжним, народним засідателем, членом ВККС (ст.ст. 61, 65, 102 Закону України «Про судоустрій і статус суддів» від 07.07.2010 р.), нотаріусом (ч. 2 ст. 3 Закону України «Про нотаріат» від 02.09.1993 р.), судовим експертом (ч. 1 ст. 11 Закону України «Про судову експертизу» від 25.02.1994 р.), членом Вищої ради юстиції (ст. 7 Закону України «Про Вищу раду юстиції» від 15.01.1998 р.), адвокатом (п. 1 ст. 2 Закону України «Про адвокатуру та адвокатську діяльність» від 05.07.2012 р.), членом Центральної виборчої комісії (ч. 2 ст. 7 Закону України «Про Центральну виборчу комісію» від 30.06.2004 р.), прокурором або слідчим прокуратури (за винятком реабілітованих) (ч. 9 ст. 46 Закону України «Про прокуратуру» від 05.11.1991 р.), не може бути обраною або призначеною на посаду в державному органі та його апараті особа, яка має судимість, що є «несумісною із заняттям посади» (ст. 12 Закону України «Про державну службу» від 16.12.1993 р., п. 3 ч. 1 ст. 19 Закону України «Про державну службу» від 10.12.2015 — з 1 травня 2016 року), не може бути прийнятою в органи місцевого самоврядування (п. 2 ч. 1 ст. 12 Закону України «Про службу в органах місцевого самоврядування» від 07.06.2001 р.), на роботу до податкової міліції (п. 2 ст. 352.1 Податкового кодексу від 02.12.2010  р. із змінами);
3. обмеження у здійсненні підприємницької діяльності. Особи, яким суд заборонив займатися певною діяльністю, не можуть бути зареєстровані як підприємці з правом здійснення відповідної діяльності до закінчення строку, встановленого вироком суду; особи, які мають судимість за крадіжку, хабарництво та інші корисливі злочини, не можуть бути зареєстровані як підприємці, виступати співзасновниками підприємницької організації, обіймати в підприємницьких товариствах та їх спілках (об'єднаннях) керівні посади і посади, пов'язані з матеріальною відповідальністю;
4. обмеження у допуску до державної таємниці (за наявності у громадянина судимості за тяжкий злочин) (п. 4 ст. 23 Закону України «Про державну таємницю» від 21.01.1994 р.), що, в свою чергу, є умовою обіймання певних посад;
5. обмеження у виїзді за кордон громадянина України й обмеження у прийнятті до громадянства України. Громадянином України не може бути особа, яка засуджена в Україні до позбавлення волі за вчинення тяжкого злочину (п. 2 ч. 5 ст. 9 Закону України «Про громадянство України» від 18.01.2001 р.);
6. обмеження у застосуванні амністії. Не допускається застосування амністії до осіб, які мають дві і більше судимості за вчинення тяжких злочинів, засуджені за бандитизм, умисне вбивство при обтяжливих обставинах, деякі інші злочини (п. «в» ст. 4 Закону України «Про застосування амністії в Україні» від 01.10.1996 р.);
7. обмеження, що пов'язані із застосуванням адміністративного нагляду (Закон України «Про адміністративний нагляд за особами, звільненими з місць позбавлення волі» від 01.12.1994 р.);
8. заборона призову на строкову військову службу в мирний час громадян, що були засуджені до позбавлення волі, обмеження волі, арешту або виправних робіт (п. 5 ст. 18 Закону України «Про військовий обов'язок і військову службу» від 25.03.1992 р. із змінами).

Загально-правові обмеження прав і свобод засуджених враховують громадську думку, вони відіграють роль додаткового суспільного фільтру, що не дає можливості криміналізувати найважливіші сфери суспільних відносин.